# Bobkin
Bobkin je priimek več oseb:
- Leonid Vasiljevič Bobkin, sovjetski general
- Lorne Bobkin, kanadski gimnastik
- Oleksandr Bobkin, ukrajinski hokejist